# Imre: una memoria íntima
Imre: una memoria íntima es una novela sobre la relación homosexual entre dos hombres. Fue escrita en Europa por el autor emigrante estadounidense Edward Irenaeus Prime-Stevenson, que originalmente lo publicó bajo el seudónimo Xavier Mayne en una edición limitada de 500 copias en 1906.

## Argumento
Fue descrito por el autor como un «pequeño romance psicológico». La novela sigue las vidas de dos hombres que se encuentran por casualidad en un café en Budapest, Hungría. Durante el paso de varios meses forjan una amistad que los lleva a varias revelaciones y descubrimientos, todos llevados a cabo de la forma más sutil.

## Recepción
Aunque Imre: A memorandum no es la primera novela gay de América (es precedida por John Brent de Theodore Winthrop y Joseph and His Friend: A Story of Pennsylvania de Bayard Taylor, 1870), se considera que tiene alguna importancia ya que fue la primera que tuvo un final feliz.
La novela fue reeditada el 18 de febrero de 2003 por Broadview Literary Texts (ISBN 1551113589), en una edición que incluye una discusión de la vida de Edward Prime-Stevenson, de la que no se tienen muchos datos, además de muchas notas en el texto realizadas por el editor James J. Gifford.

## Traducción al español
La novela se publicó en español por primera vez en 2014, traducida por Ainhoa Lozano Antoñana.